# Nevalı Çori
Nevalı Çori est un site archéologique situé dans le sud-est de la Turquie, dans la vallée du Moyen Euphrate, dans la province de Şanlıurfa. Il a été exploré de 1983 à 1991 dans le cadre des fouilles de sauvetage de sites menacés par la construction du barrage Ataturk par une équipe allemande dirigée par Harald Hauptmann de l'Université de Heidelberg. Cette équipe mettra par la suite au jour le site voisin de Göbekli Tepe datant de la période immédiatement antérieure. Les résultats des explorations de ces deux sites ont profondément modifié la vision des débuts du Néolithique, dans son foyer pour la région du Moyen-Orient, la partie nord du Levant, aux périodes ancienne et moyenne du Néolithique précéramique B (NPCB ou PPNB, c. 8500-8000 av. J.-C.).

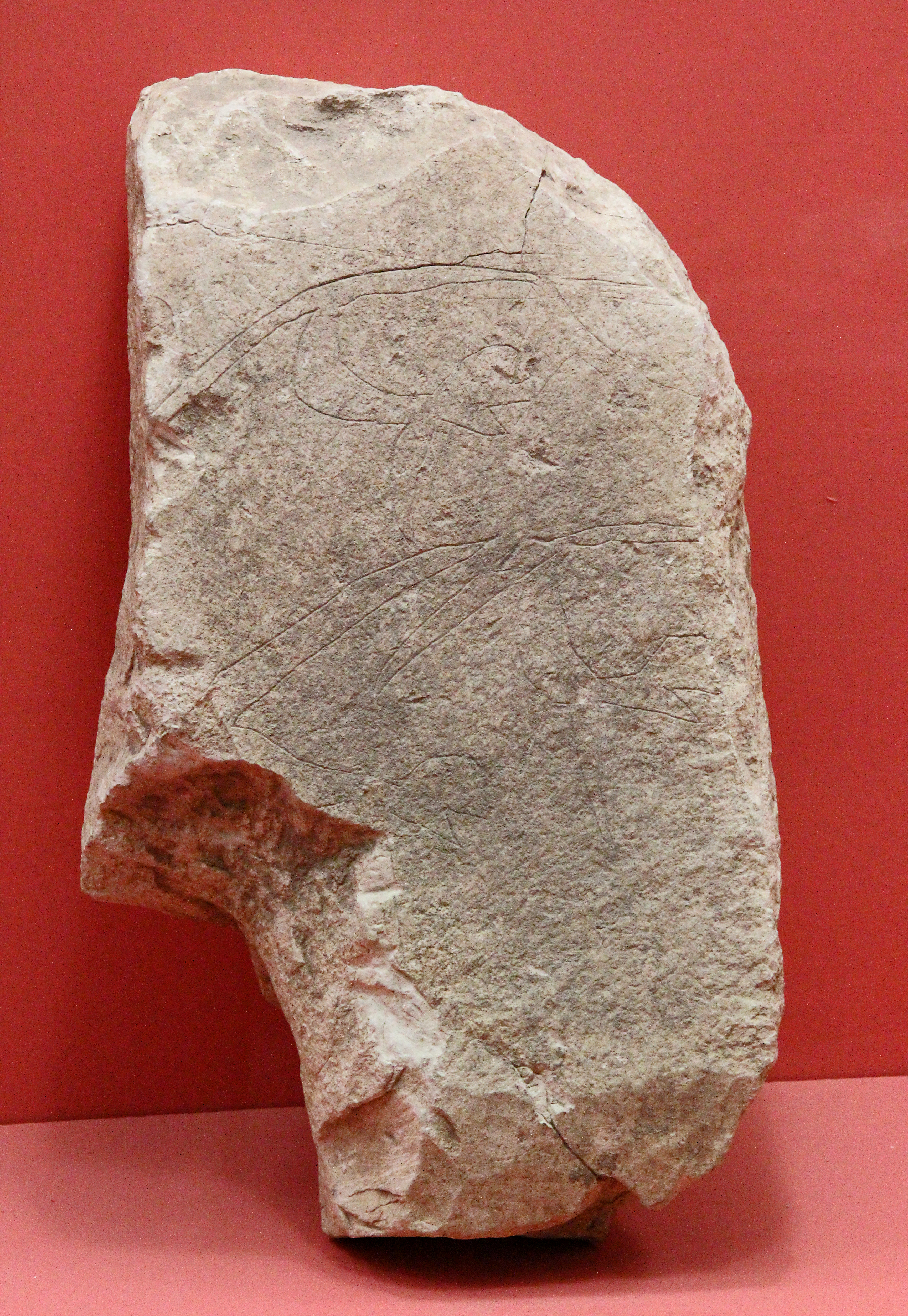
Fragment néolithique gravé trouvé sur site et exposé aujourd'hui au musée archéologique de Şanlıurfa

## Description
Cinq phases d'occupation ont été distinguées à Nevalı Çori, site d'environ 4 hectares voisinant un torrent. Les constructions sont rectangulaires, ordonnées en alignements parallèles. Les bases de leurs murs sont en pierre, et des poteaux extérieurs servaient à soutenir leur toiture. Les pièces des maisons servent pour l'habitat et le stockage. Les habitants du site se livrent surtout à la chasse et à la cueillette, mais participent aux premières expériences agricoles, caractéristiques de la « révolution néolithique ». Il se pourrait que ce site présente un des plus anciens cas de domestication du mouton.
La construction la plus importante de Nevalı Çori est un grand bâtiment carré à pièce unique disposé au nord-est du site, semi-enterré, à sol recouvert d'un enduit, et disposant de banquettes latérales, qui a connu trois phases et est interprété comme un lieu de culte. Y ont été mis au jour de grandes sculptures en calcaire et plusieurs piliers monolithes renvoyant à ceux de Göbekli Tepe, qui lui sont antérieurs. Les sculptures et piliers de Nevalı Çori se distinguent des trouvailles de Göbekli par le fait que plusieurs d'entre eux sont anthropomorphes, même si les motifs animaux restent présents. Il y aurait eu selon le fouilleur du site une affirmation de la place de l'humain entre les deux. L'édifice carré a également livré plusieurs crânes humains, faisant peut-être l'objet d'un culte. 700 figurines en argile y ont également été mises au jour, 670 anthropomorphes (hommes et femmes nues) et 30 zoomorphes. 
Par rapport à son ancêtre Göbekli Tepe, caractéristique d'une société encore peu sédentarisée de chasseurs-cueilleurs, Nevalı Çori illustrerait donc les débuts d'une société paysanne caractéristique des débuts du Néolithique, dans laquelle les activités et cultes d'une société pré-néolithique sont encore présents, mais évoluent vers de nouveaux aspects liés à l'émergence d'une société agricole qui s'affirme par la suite dans la région. 
Les résultats d'une étude bioarchéologique publiée en 2023 indiquent une mobilité et une connexion de la population de Nevalı Çori avec les sites environnants contemporains au début du PPNB avant un déclin apparent de cette mobilité à une époque de dépendance croissante aux animaux domestiques. Les données à l'échelle du génome démontrent un pool génétique diversifié qui soutient une interaction au sein du Croissant fertile au cours des premières phases de la néolithisation. A contrario, l'étude de génomes de l'âge du fer montrent des preuves d'union consanguine.